# Ullitz

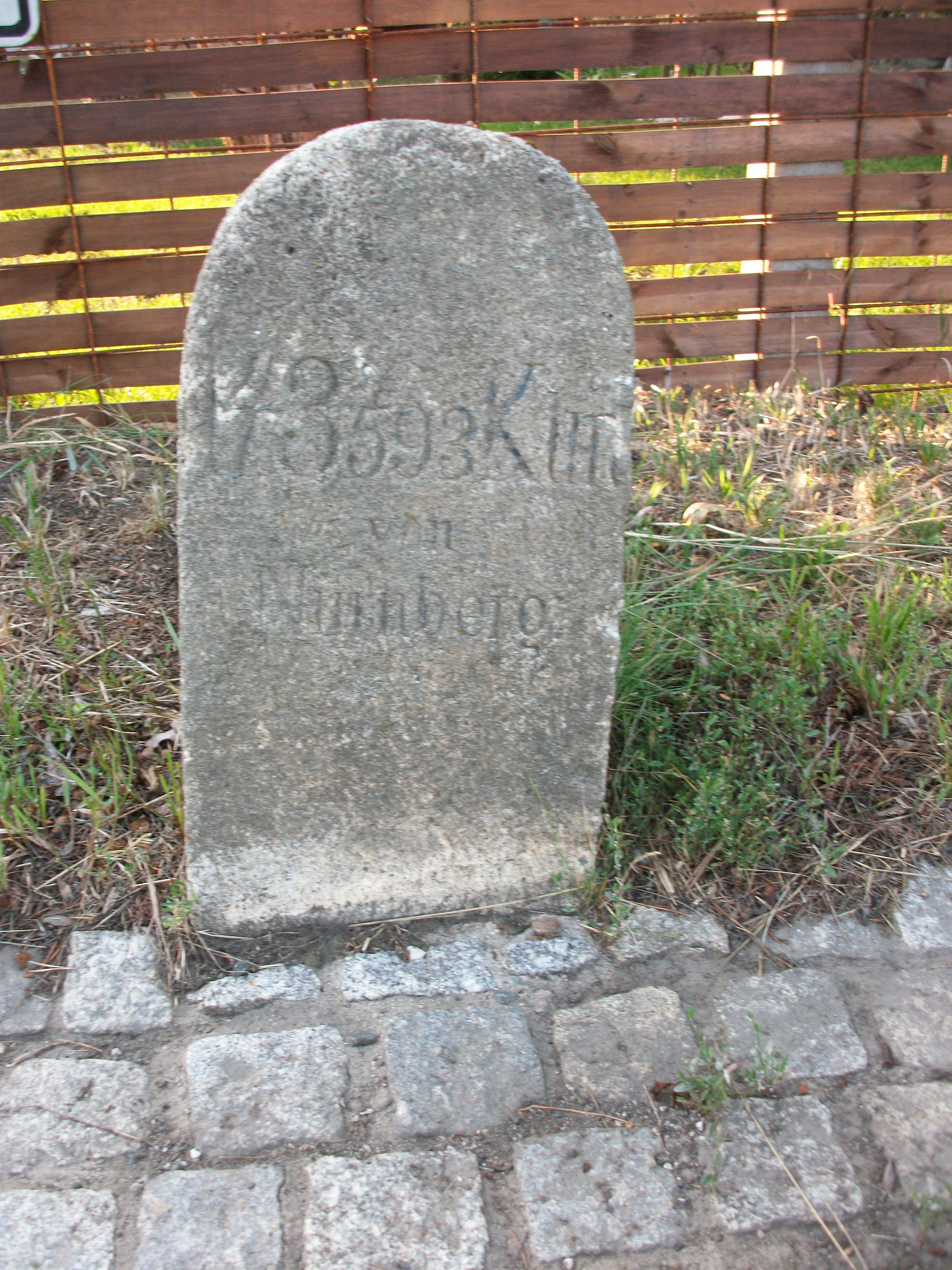
Ullitz, Kabelstein der historischen Telefonleitung

Ullitz ist ein Gemeindeteil der Gemeinde Trogen im Landkreis Hof (Oberfranken, Bayern). Ullitz liegt in der Gemarkung Trogen.

## Geografie
Der Weiler befindet sich direkt an der Landesgrenze zu Sachsen. Diese bildete zwischen 1945 und 1989 die innerdeutsche Grenze, wodurch die durch Ullitz führende einstige Bundesstraße 173 unterbrochen wurde. Das Gebiet östlich von Ullitz gehört zum Naturschutzgebiet An der Ullitz, ein Teil des Grünen Bandes Deutschland, das die ehemalige Innerdeutsche Grenze umfasst. Westlich von Ullitz führt die Bundesautobahn 93 vorbei, die sich südwestlich des Orts mit der B 173 in der Anschlussstelle Hof-Ost trifft. Geografisch liegt dieses Gebiet im Südwesten des Naturraums Vogtland (Mittelvogtländisches Kuppenland). Eine Gemeindeverbindungsstraße führt  nach Trogen zur Kreisstraße HO 13 (1,7 km nordwestlich).

## Geschichte
Ullitz wurde erstmals urkundlich im Jahr 1716 erwähnt. Der Ortsname leitet sich vermutlich vom slawischen Wort ulica ab, was Straße bedeutet. Eine andere Deutung leitet den Ortsnamen von Kohlstätte, dem Wirkungsort der Köhler her. Bereits um das Jahr 1000 existierte auf dem Verlauf der einstigen Bundesstraße 173 zwischen Hof (Saale) und Plauen die alte Reichsstraße Via Imperii, welche später als Poststraße weiterhin bedeutend war. Dies belegen auch die Sicherungsbauten Schanze in Blosenberg und die Geleitburg Burg Wiedersberg in den sächsischen Nachbarorten östlich von Ullitz. Während des Dreißigjährigen Kriegs (1618–1648) zog das Heer des Generals Heinrich von Holk durch den Ort und hinterließ dort Spuren der Verwüstung. Knapp 200 Jahre später zog das Heer von Napoleon Bonaparte über die Reichsstraße durch den Ort. Napoleon befahl im Jahr 1812 den Einwohnern von Trogen, an der Reichsstraße Bäume als Schattenspender für sein Heer zu pflanzen.
Das Gebiet von Ullitz gehörte mit dem Regnitzland zwischen dem 12. und 14. Jahrhundert zum Verwaltungsgebiet der Vögte von Weida, weshalb für dieses Gebiet heute auch der Name Bayerisches Vogtland gebräuchlich ist. 1373 verkauften sie ihre Ansprüche an die Burggrafschaft Nürnberg, aus deren obergebirgischem Anteil sich später das Fürstentum Bayreuth entwickelte. Das Gebiet gehörte seit 1498 zu dessen Militärkreis Hof, aus dem sich in der ersten Hälfte des 16. Jahrhunderts die Landeshauptmannschaft Hof bildete. Ullitz war Teil des Stadtvogteiamts Hof. Gegen Ende des 18. Jahrhunderts bestand Ullitz aus drei Anwesen und einer Wehrzollstätte. Die Herren von Feilitzsch waren die Grundherren der Anwesen.
Mit dem Fürstentum Bayreuth fiel Ullitz im Jahr 1792 an das Königreich Preußen, anschließend an Frankreich und im Jahr 1810 an das Königreich Bayern. Von 1797 bis 1810 unterstand Ullitz dem preußischen Justiz- und Kammeramt Hof. Infolge des Ersten Gemeindeedikts wurde Ullitz dem 1812 gebildeten Steuerdistrikt Trogen und der zugleich entstandenen Ruralgemeinde Trogen zugewiesen.
Nachdem im Jahr 1810 Grenzsteine zwischen dem Königreich Bayern und dem Königreich Sachsen gesetzt worden waren, erhielt Ullitz im Jahr 1820 eine Zollstation an der Reichsstraße. Sie wurde bis 1834 durch den Deutschen Zollverein genutzt; danach war sie bis 1946 eine Polizeistation. Das Gebäude wurde 1956 abgerissen. Im Jahr 1891 erfolgte die Verlegung eines Telefonkabels von Nürnberg nach Dresden durch Ullitz. Daran erinnert ein Kabelstein vor dem Anwesen Nr. 4.
Nach dem Zweiten Weltkrieg wurde das Leben im Ort durch die Nähe zur innerdeutschen Grenze und der Lage im Zonenrandgebiet deutlich beeinträchtigt. Die Straße nach Plauen wurde 1946 gesperrt und auf DDR-Seite vermint. Die Grenzanlagen wurden dort ab 1952 erbaut. Auf dem Blosenberg auf sächsischer Seite wurde ein hoher Beobachtungsturm der Grenztruppen der DDR nebst Unterkünften errichtet. Vom Turm aus überwachte die Sowjetarmee (GSSD) den Funkverkehr der im bayerischen Hof stationierten amerikanischen Armee. Im Zuge der Wende und friedlichen Revolution in der DDR wurde seit dem 9. November 1989 schrittweise die Grenze zur BRD geöffnet. Für die spätere Bundesstraße 173 zwischen Hof und Plauen erfolgte dies am 12. November 1989 um 10 Uhr mit der Einrichtung des Grenzübergangs Ullitz/Blosenberg. Der ehemalige Grenzstreifen bei Ullitz gehört heute zum Naturschutzgebiet (NSG) An der Ullitz, einem Teil des Naturschutzprojektes Grünes Band Deutschland, welches sich entlang der ehemaligen innerdeutschen Grenze zieht.

### Einwohnerentwicklung
| Jahr      | 1799  | 1819  | 1861   | 1871   | 1885   | 1900   | 1925   | 1950   | 1961   | 1970   | 1987  |
| Einwohner | 10    | 17    | 31     | 34     | 34     | 21     | 30     | 51     | 54     | 38     | 22    |
| Häuser    | 3     |       |        |        | 5      | 5      | 5      | 6      | 7      |        | 7     |
| Quelle    | [ 5 ] | [ 6 ] | [ 10 ] | [ 11 ] | [ 12 ] | [ 13 ] | [ 14 ] | [ 15 ] | [ 16 ] | [ 17 ] | [ 1 ] |

## Religion
Ullitz ist evangelisch-lutherisch geprägt und gehört bis heute zur Kirchengemeinde Trogen.